# Malcolm Gladwell
Malcolm Gladwell (narozen 3. září 1963) je současný kanadský novinář a spisovatel. Vystudoval University of Trinity College v Torontu. Během své kariéry přispíval například do The American Spectator, The Washington Post a The New Yorker. Znám je ale především díky svým knihám Bod zlomu: O malých příčinách s velkými následky (2000) a Mžik: Jak myslet bez přemýšlení (2005).

### Knihy
- Mžik: Jak myslet bez přemýšlení – česky 2007, Dokořán, ISBN 9788073630973
- Mimo řadu: Anatomie úspěchu – česky 2009, Dokořán, ISBN 9788073632496
- David a Goliáš: Outsideři, odpadlíci a umění bojovat s obry – česky 2014, BizBooks, ISBN 9788026501329
- Co viděl pes: a jiná dobrodružství – česky 2014, BizBooks, ISBN 9788026502937
- Bod zlomu: O malých příčinách s velkými následky – česky 2015, BizBooks, ISBN 9788026504047
- Proč si nerozumíme: Co bychom měli vědět o lidech, které neznáme – česky 2020, Dokořán, ISBN 9788073639983

### Podcasty
- Revisionist History – podcast zaměřený na fakta přehlédnutá nebo špatně pochopená. V každém dílu Gladwell analyzuje něco z historie, událost, osobu, nápad nebo i třeba jen píseň a ptá se, zda jsme to či ono pochopili správně. Protože i hostorie potřebuje někdy druhou šanci[4]. Gladwell začal vydávat podcast v roce 2016, každá série má 10 dílů. Původně byly produkované ve společnosti Panoply Media, v roce 2018 Gladwell společně s Jacobem Weisbergem[5] založil vlastní podcastovou společnost Pushkin Industries pod níž vydává Revisionist History.
- Broken Record – Malcolm Gladwell spolu s producentem Rickem Rubinem a dřívějším editorem New York Times Brucem Headlamem v tomto podcastu od roku 2018 hovoří se světovými muzikanty o jejich tvorbě.